# Agnatisk arvefølge
Agnatisk arvefølge indebærer, at det kun er mandlige efterkommere, det vil sige prinser, der kan arve en kongetrone. Dette betyder, at tronen kun kan arves på sværdsiden (mandssiden), dvs. at en prins ikke kan påberåbe sig arveret gennem en kvindelig slægtning. 

## Salisk lov i Frankrig
I Frankrig og i de tyske stater kendes agnatisk tronfølge, som den saliske lov, der forbyder kvindelig tronfølge.
Under Hundredårskrigen (1337–1453) forsøgte Kongeriget England at erobre Frankrig. De engelske konger gjorde krav på den franske trone under henvisning til, at de nedstammede fra franske kongedøtre. Frankrig brugte den saliske lov til at afvise de engelske krav. Alligevel kaldte de engelske konger sig gennem århundreder også for ”konger af Frankrig”. Konflikten sluttede først ved Fredstraktaten i Amiens i 1802, da Georg 3. af Storbritannien gav afkald på den historiske titel "konge af Frankrig". 

## Adelige slægter
De fleste adelige titler arves efter agnatiske principper.

## Europæiske troner
Omkring år 1900 gjaldt den agnatiske tronfølge i de fleste europæiske lande. Danmark havde en agnatisk tronfølgelov i 1853–1953. I Sverige blev den agnatiske tronfølge afskaffet i 1980, mens det samme skete i Norge i 1990. Det samme er sket i andre af de regerende europæiske fyrstehuse.
De tyske fyrstehuse blev afsat i 1918. I de fleste af disse huse gælder agnatiske principper (den saliske lov).
Kongehusene på Balkan blev afsat efter 2. verdenskrig. I de fleste af disse huse gælder agnatiske principper. Anne af Rumænien (1923–2016) og Mihai 1. af Rumænien (1921-2017) fik 5 døtre, men ingen sønner. I 2007 foreslog eksilkongen (Mihai 1.), at hans døtre skulle optages i den rumænske tronfølge, dvs. at den agnatiske tronfølge skulle afskaffes.

## Stater med agnatisk tronfølge
- Bahrain
- Brunei
- Japan
- Jordan
- Liechtenstein
- Montenegro (den tidligere kongefamilie udfører ceremonielle og repræsentative funktioner i et vist omfang)
- Marokko
- Oman
- Qatar